# Онг Бак
«Онг Бак» (англ. Ong-Bak: Muay Thai Warrior; тайск. องค์บาก) — тайский кинофильм с боевыми искусствами режиссёра Прачия Пинкаю по проекту международной промоутерской компании «Короли Муай Тай» (англ. International promotional company «Kings of Muay Thai»). Слоган фильма: «A new breed of martial arts hero is born». Мировая премьера состоялась 21 января 2003 года. Рейтинг MPAA: детям до 17 лет обязательно присутствие родителей.

## Сюжет
Из деревни наркоторговцы украли голову местной статуи Будды по имени Онг Бак и, чтобы вернуть его, жители отправляют Тинга, которого только что посвятили в духовный сан.
Тинг, с детства изучавший древний стиль тайского бокса, оказывается перед лицом сложных испытаний и только его феноменальные способности в боевом искусстве позволяют ему добиться того, за чем он приехал в Бангкок.

## В ролях
| Актёр                   | Роль                          |
| ----------------------- | ----------------------------- |
| Петчтай Вонгкамлао      | Humlae / Dirty Balls / George |
| Тони Джаа               | Тианг                         |
| Пумвари Йодкамол        | Muay Lek                      |
| Сухао Понгвилай         | Komtuan                       |
| Чумпхорн Тепфитак       | Дядя Мао                      |
| Чатевут Ватчаракхун     | Пенг                          |
| Ваннакит Сириопут       | Дон                           |
| Рунграви Баридзиндакул  | Нгек                          |
| Чаттхапонг Пантанаункул | Саминг                        |
| Нудхапол Асавабхахин    | Тосиро                        |
| Дэн Чупонг              | телохранитель                 |